# Призрак Пеппера
Призрак Пеппера — техника иллюзионизма, используемая в театре и магических фокусах. Используется лист стекла и специальная технология освещения, которая может заставить объекты появляться или исчезать, становиться прозрачными, плавно превращаться из одного объекта в другой. Эта техника названа в честь Джона Генри Пеппера, который пытался популяризовать этот эффект.

## История

### Джамбаттиста делла Порта
Джамбаттиста делла Порта — неаполитанский ученый, ему приписывают ряд научных разработок, в том числе камеру-обскуру. Его работа 1584 года Magia Naturalis включает описание иллюзии под названием «Как мы можем видеть в камере вещи, которых нет». Это первое известное описание эффекта призрака Пеппера.
Описание Порта, из перевода на английский язык (1658 год), выглядит следующим образом
Let there be a chamber wherein no other light comes, unless by the door or window where the spectator looks in.  Let the whole window or part of it be of glass, as we use to do to keep out the cold. But let one part be polished, that there may be a Looking-glass on bothe sides, whence the spectator must look in. For the rest do nothing. Let pictures be set over against this window, marble statues and suchlike. For what is without will seem to be within, and what is behind the spectator's back, he will think to be in the middle of the house, as far from the glass inward, as they stand from it outwardly, and clearly and certainly, that he will think he sees nothing but truth.  But lest the skill should be known, let the part be made so where the ornament is, that the spectator may not see it, as above his head, that a pavement may come between above his head.  And if an ingenious man do this, it is impossible that he should suppose that he is deceived.

### Джон Пеппер и Генри Диркс
Институт Лондона был постоянным научным учреждением, впервые открывшимся в 1838 году. Со степенью химии Джон Генри Пеппер присоединился к этому учреждению в качестве преподавателя в 1848 году. Политехнический институт присвоил ему звание профессора. В 1854 году он стал директором и единственным арендатором Королевского политехнического института.
1862 году изобретатель Генри Диркс разработал Dircksian Phantasmagoria, его версию давно установленных phantasmagoria спектаклей. Эта техника использовалась для создания призрака на сцене. Он пытался продать свою идею театрам, но всё было безуспешно из-за того, что она была слишком дорогостоящей и требовала полной перестройки театра для того, чтобы поддерживать эффект. Позже в этом году Диркс создал стенд в Королевском политехническом институте, где его увидел Джон Пеппер.
Пеппер понял, что этот метод можно изменить, чтобы он легко устанавливался в существующие театры. Пеппер впервые показал эффект во время сцены Чарльза Диккенса «Призрачный человек», что привело к большому успеху. Реализация эффекта Пеппера привязала его имя к нему навсегда. В конечном итоге Диркс подписал Пепперу все финансовые права в их совместном патенте. Хотя Пеппер много раз пытался отдать должное Дирксу, устояло название «Призрак Пеппера»
Связь между Дирксом и Пеппером была обобщена в статье 1863 года в «Зрителе»:
«Этот восхитительный призрак — это отпрыск двух отцов, ученого члена Общества инженеров-строителей, Генри Диркса, эсквайра, и профессора Пеппера из Политехнического института. Мистеру Дирксу принадлежит честь того, что он придумал его, или, как выразились бы ученики Гегеля, вывел его из глубины собственного сознания; и профессор Пеппер заслуживает того, что он значительно улучшил его, подгонял его для общения мирского общества и даже воспитывал его на сцене.»

## Техника
В соответствии с механизмом работы иллюзии зритель должен видеть пространство основного помещения, где под углом в 45° к зрителю установлено стекло, и не должен видеть скрытой комнаты. Граница стекла должна быть невидима. Этого можно достичь с помощью грамотно продуманного рисунка пола.
Скрытая комната обычно идентична видимому помещению, но окрашена в чёрный цвет, и когда скрытая комната освещается, только объекты, отражающие свет, отражаются в стекле, создавая эффект призрачного изображения, находящегося в видимой комнате.
Отражение в вертикально установленном под небольшим углом стекле создаёт присутствие трёхмерного мерцающего призрака.